# Götrik Frykman
Götrik Wilhelm Adolf "Putte" Frykman, född 1 december 1891 i Stockholm, död 7 april 1948 i Stockholm, var en svensk bandy- och fotbollsspelare som spelade både bandy och fotboll på seniornivå i Djurgårdens IF där han vann SM-guld i fotboll två gånger (1912, 1915) och i bandy två gånger (1908, 1912). Han var uttagen i truppen till OS-truppen i fotboll 1912, men spelade endast i en tröstmatch mot Italien då Sverige redan var utslaget ur huvudturneringen sedan den första matchen. 
Frykman spelade sammanlagt 6 matcher och gjorde 1 mål i svenska landslaget i fotboll från 1911 till 1916.
Götrik Frykman är begravd på Norra begravningsplatsen utanför Stockholm.

## Meriter

### Fotboll

#### I klubblag
Djurgårdens IF
- Svensk mästare (2): 1912, 1915

#### I landslag
Sverige
- Uttagen till OS (1):  1912
- 6 matcher, 1 mål

### Bandy
Djurgårdens IF
- Svensk mästare (2): 1908, 1912

### Webbkällor
- Lindkvist, Mats. "Förteckning över samtliga SM-guld för Djurgårdens IF på seniornivå genom tiderna". Läst 13 maj 2010.  PDF
- Profil på sports-reference.com. Läst 13 maj 2010.
- Götrik Frykman på SOK:s hemsida
- Lista på landskamper, svenskfotboll.se, läst 2013 01 29
- "Olympic Football Tournament Stockholm 1912", fifa.com, läst 2013 01 29